# Галвей (Нью-Йорк)
Галвей (англ. Galway) — місто (англ. town) в США, в окрузі Саратога штату Нью-Йорк. Населення — 3525 осіб (2020).

## Демографія
Згідно з переписом 2010 року, у місті мешкало 3545 осіб у 1445 домогосподарствах у складі 1060 родин. Було 2016 помешкань
Расовий склад населення:
| - 98,4 % — білих - 0,3 % — чорних або афроамериканців - 0,2 % — корінних американців - 0,2 % — азіатів |

До двох чи більше рас належало 0,6 %. Частка іспаномовних становила 1,3 % від усіх жителів.
За віковим діапазоном населення розподілялося таким чином: 20,0 % — особи молодші 18 років, 63,9 % — особи у віці 18—64 років, 16,1 % — особи у віці 65 років та старші. Медіана віку мешканця становила 45,9 року. На 100 осіб жіночої статі у місті припадало 105,3 чоловіків;  на 100 жінок у віці від 18 років та старших — 104,3 чоловіків також старших 18 років.
Середній дохід на одне домашнє господарство  становив 81 908 доларів США (медіана — 68 688), а середній дохід на одну сім'ю — 99 364 долари (медіана — 91 250). Медіана доходів становила 53 009 доларів для чоловіків та 52 098 доларів для жінок. За межею бідності перебувало 9,5 % осіб, у тому числі 19,9 % дітей у віці до 18 років та 5,6 % осіб у віці 65 років та старших.
Цивільне працевлаштоване населення становило 1741 особа. Основні галузі зайнятості: освіта, охорона здоров'я та соціальна допомога — 29,1 %, науковці, спеціалісти, менеджери — 12,4 %, роздрібна торгівля — 11,7 %.